# Michel Herbillon

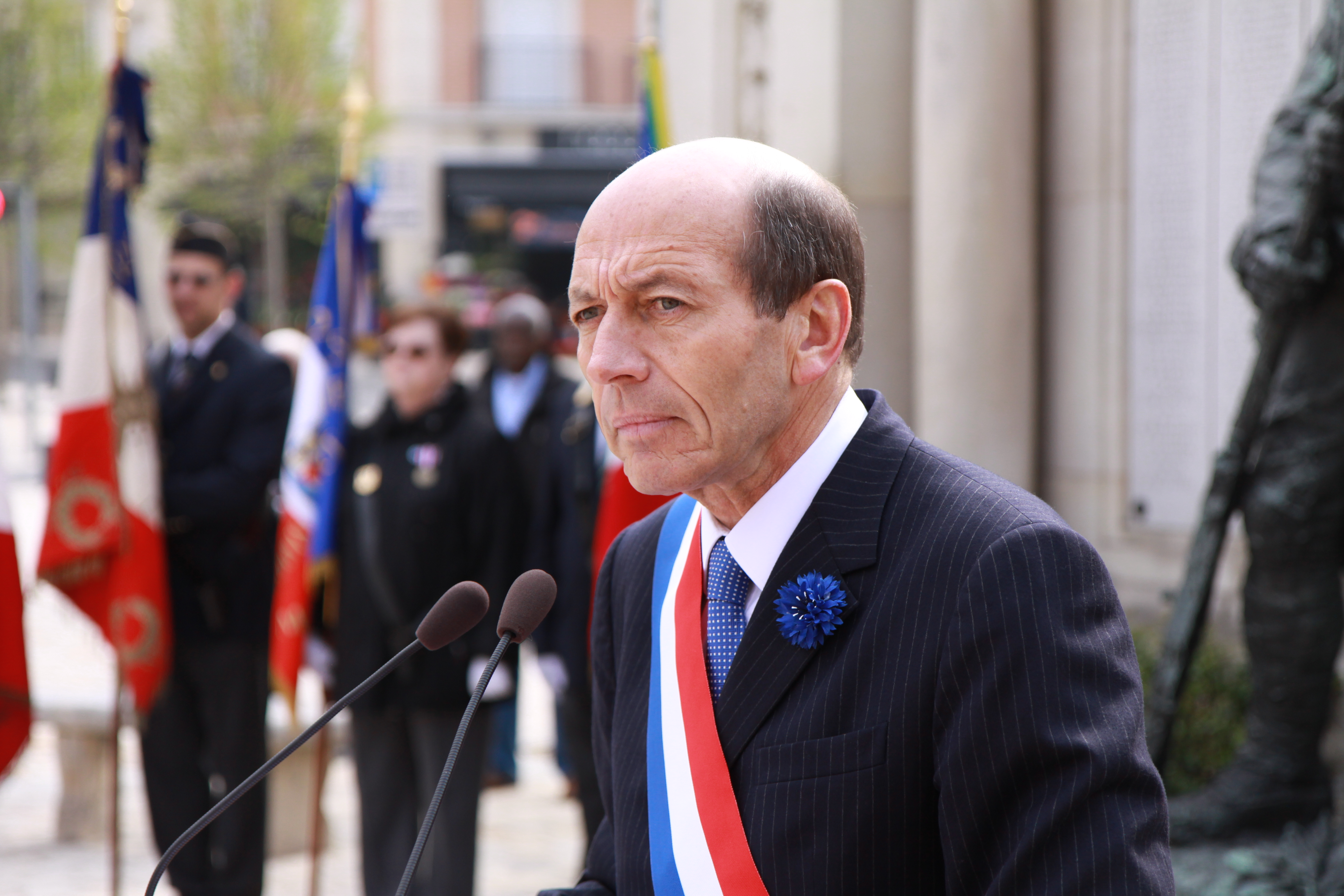
Michel Herbillon

Michel Herbillon (* 6. März 1951 in Saint-Mandé) ist ein französischer Politiker der Les Républicains.

## Leben
Herbillon ist seit 23. Mai 1992 Bürgermeister von Maisons-Alfort. Seit Juni 1997 ist er Abgeordneter in der Nationalversammlung.
Seit 2019 ist Michel Herbillon Mitglied der Deutsch-Französischen Parlamentarischen Versammlung.
Siehe auch: Liste der Mitglieder der Nationalversammlung der 15. Wahlperiode (Frankreich), Liste der Mitglieder der Nationalversammlung der 14. Wahlperiode (Frankreich), Liste der Mitglieder der Nationalversammlung der 13. Wahlperiode (Frankreich) und Liste der Mitglieder der Nationalversammlung der 12. Wahlperiode (Frankreich)